# Johan Moltke
Johan Moltke, död 1389 i Västergötland, var en svensk riddare.

## Biografi
Johan Moltke var en riddare. Han stupade 1389 i Västergötland.

### Familj
Moltke gifte sig 1372 med Katarina Glysingsdotter, dotter till Kettil Glysing och Ingeborg Eriksdotter (Bielke). Hon var änka efter riddaren, riksrådet och lagmannen Karl Ulfsson (Ulvåsaätten) i Närkes lagsaga.